# Polootevřená zadní zaokrouhlená samohláska
Polootevřená zadní zaokrouhlená samohláska je zvuk, který se vyskytuje v různých jazycích. V mezinárodní fonetické abecedě se označuje symbolem ɔ, číselné označení IPA je 306, ekvivalentním symbolem v SAMPA je O.

## Charakteristika
- Otevřenost: polootevřená samohláska. Jazyk se nachází v poloze mezi vysokou a středovou rovinou.
- Zadní samohláska – jazyk se nachází v maximálně zadní poloze.
- Zaokrouhlenost: zaokrouhlená samohláska. Rty jsou při artikulaci zaokrouhleny.

## V češtině
V češtině se vyslovuje středové [o̞], tato hláska se zaznamenává písmenem O, o. Délka samohlásky [o̞ː] se vyznačuje čárkou nad písmenem Ó, ó. Dlouhé /ó/ je v domácích slovech okrajovým fonémem, během vývoje se postupně změnilo v /ů/ [uː], nejčastěji se vyskytuje v cizích slovech, kde vyznačování délky kolísá, např. lze psát citron i citrón.
Tendence k otevřenější výslovnosti je v Čechách, zejména v Praze. V některých fonetických pracích se proto vyskytuje přepis výslovnosti symbolem [ɔ], např. oko [ɔkɔ].

## V jiných jazycích
|                                                                                           | Přední                                                                                        | Téměř přední                                                                                  | Střední                                                                                       | Téměř zadní                                                                                   | Zadní                                                                                         |
| Zavřená                                                                                   | \| i • y ɨ • ʉ ɯ • u ɪ • ʏ • ʊ e • ø ɘ • ɵ ɤ • o ə ɤ̞ • o̞ ɛ • œ ɜ • ɞ ʌ • ɔ æ ɐ a • ɶ ɑ • ɒ \| | \| i • y ɨ • ʉ ɯ • u ɪ • ʏ • ʊ e • ø ɘ • ɵ ɤ • o ə ɤ̞ • o̞ ɛ • œ ɜ • ɞ ʌ • ɔ æ ɐ a • ɶ ɑ • ɒ \| | \| i • y ɨ • ʉ ɯ • u ɪ • ʏ • ʊ e • ø ɘ • ɵ ɤ • o ə ɤ̞ • o̞ ɛ • œ ɜ • ɞ ʌ • ɔ æ ɐ a • ɶ ɑ • ɒ \| | \| i • y ɨ • ʉ ɯ • u ɪ • ʏ • ʊ e • ø ɘ • ɵ ɤ • o ə ɤ̞ • o̞ ɛ • œ ɜ • ɞ ʌ • ɔ æ ɐ a • ɶ ɑ • ɒ \| | \| i • y ɨ • ʉ ɯ • u ɪ • ʏ • ʊ e • ø ɘ • ɵ ɤ • o ə ɤ̞ • o̞ ɛ • œ ɜ • ɞ ʌ • ɔ æ ɐ a • ɶ ɑ • ɒ \| |
| Téměř zavřená                                                                             | \| i • y ɨ • ʉ ɯ • u ɪ • ʏ • ʊ e • ø ɘ • ɵ ɤ • o ə ɤ̞ • o̞ ɛ • œ ɜ • ɞ ʌ • ɔ æ ɐ a • ɶ ɑ • ɒ \| | \| i • y ɨ • ʉ ɯ • u ɪ • ʏ • ʊ e • ø ɘ • ɵ ɤ • o ə ɤ̞ • o̞ ɛ • œ ɜ • ɞ ʌ • ɔ æ ɐ a • ɶ ɑ • ɒ \| | \| i • y ɨ • ʉ ɯ • u ɪ • ʏ • ʊ e • ø ɘ • ɵ ɤ • o ə ɤ̞ • o̞ ɛ • œ ɜ • ɞ ʌ • ɔ æ ɐ a • ɶ ɑ • ɒ \| | \| i • y ɨ • ʉ ɯ • u ɪ • ʏ • ʊ e • ø ɘ • ɵ ɤ • o ə ɤ̞ • o̞ ɛ • œ ɜ • ɞ ʌ • ɔ æ ɐ a • ɶ ɑ • ɒ \| | \| i • y ɨ • ʉ ɯ • u ɪ • ʏ • ʊ e • ø ɘ • ɵ ɤ • o ə ɤ̞ • o̞ ɛ • œ ɜ • ɞ ʌ • ɔ æ ɐ a • ɶ ɑ • ɒ \| |
| Polozavřená                                                                               | \| i • y ɨ • ʉ ɯ • u ɪ • ʏ • ʊ e • ø ɘ • ɵ ɤ • o ə ɤ̞ • o̞ ɛ • œ ɜ • ɞ ʌ • ɔ æ ɐ a • ɶ ɑ • ɒ \| | \| i • y ɨ • ʉ ɯ • u ɪ • ʏ • ʊ e • ø ɘ • ɵ ɤ • o ə ɤ̞ • o̞ ɛ • œ ɜ • ɞ ʌ • ɔ æ ɐ a • ɶ ɑ • ɒ \| | \| i • y ɨ • ʉ ɯ • u ɪ • ʏ • ʊ e • ø ɘ • ɵ ɤ • o ə ɤ̞ • o̞ ɛ • œ ɜ • ɞ ʌ • ɔ æ ɐ a • ɶ ɑ • ɒ \| | \| i • y ɨ • ʉ ɯ • u ɪ • ʏ • ʊ e • ø ɘ • ɵ ɤ • o ə ɤ̞ • o̞ ɛ • œ ɜ • ɞ ʌ • ɔ æ ɐ a • ɶ ɑ • ɒ \| | \| i • y ɨ • ʉ ɯ • u ɪ • ʏ • ʊ e • ø ɘ • ɵ ɤ • o ə ɤ̞ • o̞ ɛ • œ ɜ • ɞ ʌ • ɔ æ ɐ a • ɶ ɑ • ɒ \| |
| Středová                                                                                  | \| i • y ɨ • ʉ ɯ • u ɪ • ʏ • ʊ e • ø ɘ • ɵ ɤ • o ə ɤ̞ • o̞ ɛ • œ ɜ • ɞ ʌ • ɔ æ ɐ a • ɶ ɑ • ɒ \| | \| i • y ɨ • ʉ ɯ • u ɪ • ʏ • ʊ e • ø ɘ • ɵ ɤ • o ə ɤ̞ • o̞ ɛ • œ ɜ • ɞ ʌ • ɔ æ ɐ a • ɶ ɑ • ɒ \| | \| i • y ɨ • ʉ ɯ • u ɪ • ʏ • ʊ e • ø ɘ • ɵ ɤ • o ə ɤ̞ • o̞ ɛ • œ ɜ • ɞ ʌ • ɔ æ ɐ a • ɶ ɑ • ɒ \| | \| i • y ɨ • ʉ ɯ • u ɪ • ʏ • ʊ e • ø ɘ • ɵ ɤ • o ə ɤ̞ • o̞ ɛ • œ ɜ • ɞ ʌ • ɔ æ ɐ a • ɶ ɑ • ɒ \| | \| i • y ɨ • ʉ ɯ • u ɪ • ʏ • ʊ e • ø ɘ • ɵ ɤ • o ə ɤ̞ • o̞ ɛ • œ ɜ • ɞ ʌ • ɔ æ ɐ a • ɶ ɑ • ɒ \| |
| Polootevřená                                                                              | \| i • y ɨ • ʉ ɯ • u ɪ • ʏ • ʊ e • ø ɘ • ɵ ɤ • o ə ɤ̞ • o̞ ɛ • œ ɜ • ɞ ʌ • ɔ æ ɐ a • ɶ ɑ • ɒ \| | \| i • y ɨ • ʉ ɯ • u ɪ • ʏ • ʊ e • ø ɘ • ɵ ɤ • o ə ɤ̞ • o̞ ɛ • œ ɜ • ɞ ʌ • ɔ æ ɐ a • ɶ ɑ • ɒ \| | \| i • y ɨ • ʉ ɯ • u ɪ • ʏ • ʊ e • ø ɘ • ɵ ɤ • o ə ɤ̞ • o̞ ɛ • œ ɜ • ɞ ʌ • ɔ æ ɐ a • ɶ ɑ • ɒ \| | \| i • y ɨ • ʉ ɯ • u ɪ • ʏ • ʊ e • ø ɘ • ɵ ɤ • o ə ɤ̞ • o̞ ɛ • œ ɜ • ɞ ʌ • ɔ æ ɐ a • ɶ ɑ • ɒ \| | \| i • y ɨ • ʉ ɯ • u ɪ • ʏ • ʊ e • ø ɘ • ɵ ɤ • o ə ɤ̞ • o̞ ɛ • œ ɜ • ɞ ʌ • ɔ æ ɐ a • ɶ ɑ • ɒ \| |
| Téměř otevřená                                                                            | \| i • y ɨ • ʉ ɯ • u ɪ • ʏ • ʊ e • ø ɘ • ɵ ɤ • o ə ɤ̞ • o̞ ɛ • œ ɜ • ɞ ʌ • ɔ æ ɐ a • ɶ ɑ • ɒ \| | \| i • y ɨ • ʉ ɯ • u ɪ • ʏ • ʊ e • ø ɘ • ɵ ɤ • o ə ɤ̞ • o̞ ɛ • œ ɜ • ɞ ʌ • ɔ æ ɐ a • ɶ ɑ • ɒ \| | \| i • y ɨ • ʉ ɯ • u ɪ • ʏ • ʊ e • ø ɘ • ɵ ɤ • o ə ɤ̞ • o̞ ɛ • œ ɜ • ɞ ʌ • ɔ æ ɐ a • ɶ ɑ • ɒ \| | \| i • y ɨ • ʉ ɯ • u ɪ • ʏ • ʊ e • ø ɘ • ɵ ɤ • o ə ɤ̞ • o̞ ɛ • œ ɜ • ɞ ʌ • ɔ æ ɐ a • ɶ ɑ • ɒ \| | \| i • y ɨ • ʉ ɯ • u ɪ • ʏ • ʊ e • ø ɘ • ɵ ɤ • o ə ɤ̞ • o̞ ɛ • œ ɜ • ɞ ʌ • ɔ æ ɐ a • ɶ ɑ • ɒ \| |
| Otevřená                                                                                  | \| i • y ɨ • ʉ ɯ • u ɪ • ʏ • ʊ e • ø ɘ • ɵ ɤ • o ə ɤ̞ • o̞ ɛ • œ ɜ • ɞ ʌ • ɔ æ ɐ a • ɶ ɑ • ɒ \| | \| i • y ɨ • ʉ ɯ • u ɪ • ʏ • ʊ e • ø ɘ • ɵ ɤ • o ə ɤ̞ • o̞ ɛ • œ ɜ • ɞ ʌ • ɔ æ ɐ a • ɶ ɑ • ɒ \| | \| i • y ɨ • ʉ ɯ • u ɪ • ʏ • ʊ e • ø ɘ • ɵ ɤ • o ə ɤ̞ • o̞ ɛ • œ ɜ • ɞ ʌ • ɔ æ ɐ a • ɶ ɑ • ɒ \| | \| i • y ɨ • ʉ ɯ • u ɪ • ʏ • ʊ e • ø ɘ • ɵ ɤ • o ə ɤ̞ • o̞ ɛ • œ ɜ • ɞ ʌ • ɔ æ ɐ a • ɶ ɑ • ɒ \| | \| i • y ɨ • ʉ ɯ • u ɪ • ʏ • ʊ e • ø ɘ • ɵ ɤ • o ə ɤ̞ • o̞ ɛ • œ ɜ • ɞ ʌ • ɔ æ ɐ a • ɶ ɑ • ɒ \| |
| Tam, kde se symboly objevují ve dvojicích, znak vpravo označuje zaokrouhlenou samohlásku. |                                                                                               |                                                                                               |                                                                                               |                                                                                               |                                                                                               |
| i • y ɨ • ʉ ɯ • u ɪ • ʏ • ʊ e • ø ɘ • ɵ ɤ • o ə ɤ̞ • o̞ ɛ • œ ɜ • ɞ ʌ • ɔ æ ɐ a • ɶ ɑ • ɒ   |                                                                                               |                                                                                               |                                                                                               |                                                                                               |                                                                                               |